# Дивљи, дивљи запад
Дивљи, дивљи запад (енгл. Wild Wild West) је филм из 1999. године, који је режирао Бари Соненфелд. Филм је инспирисан истоименим телевизијском серијом из шездесетих година. Главне улоге играју: Вил Смит, Кевин Клајн, Кенет Брана и Салма Хајек. 

## Радња
Џим Вест је херој америчког Грађанског рата, а сада специјални агент, прилично лак на окидачу. Артемус Гордон такође је амерички агент, уједно и бриљантни проналазач и уметник прерушавања. Kада се Америка нађе под претњом психотичног Арлиса Ловлеса, председник Грант спојиће двојицу агената у тим, једини који може да спречи опасног лудака у његовим наумима. На ризичном путовању возом, Вест и Гордон морају да пронађу прави начин за комбиновање својих вештина како би победили Ловлеса и његове дијаболичне машине.

## Улоге
| Глумац               | Улога                                                 |
| -------------------- | ----------------------------------------------------- |
| Вил Смит             | капетан Џејмс Вест                                    |
| Кевин Клајн          | шериф Артемус Гордон/председник Јулисиз Симпсон Грант |
| Кенет Брана          | др Арлис Лавлес                                       |
| Салма Хајек          | Рита Ескобар                                          |
| М. Емет Волш         | Колман                                                |
| Тед Левин            | Генерал Бладбат Макграт                               |
| Мусета Вандер        | Муниша                                                |
| Бај Линг             | Госпођица Ист                                         |
| Фредерик ван дер Вал | Амазонија                                             |

## Зарада
- Зарада у САД - 113.805.681$
- Зарада у иностранству - 108.300.000 $
- Зарада у свету - 222.105.681 $